# Pachyteria speciosa
Pachyteria speciosa es una especie de escarabajo longicornio del género Pachyteria, tribu Callichromatini. Fue descrita científicamente por Pascoe en 1866.
Se distribuye por Malasia. Mide 23,9-33,5 milímetros de longitud. El período de vuelo ocurre en los meses de marzo, abril, mayo, junio, octubre y noviembre.